# 537 Pauly
Pauly (asteroide 537) é um asteroide da cintura principal com um diâmetro de 39,11 quilómetros, a 2,3611886 UA. Possui uma excentricidade de 0,2306916 e um período orbital de 1 964 dias (5,38 anos).
Pauly tem uma velocidade orbital média de 17,00112414 km/s e uma inclinação de 9,88895º.
Esse asteroide foi descoberto em 7 de Julho de 1904 por Auguste Charlois.